# Yayoi Matsumoto
Yayoi Matsumoto (en japonés: 松本弥生, Matsumoto Yayoi; Shizuoka, 8 de marzo de 1990) es una deportista japonesa que compitió en natación.
Ganó una medalla de bronce en el Campeonato Pan-Pacífico de Natación de 2014, en la prueba de 4 × 100 m libre. Participó en dos Juegos Olímpicos de Verano, ocupando el séptimo lugar en Londres 2012 y el octavo en Río de Janeiro 2016, también en el relevo 4 × 100 m libre.

## Palmarés internacional
| Campeonato Pan-Pacífico | Campeonato Pan-Pacífico | Campeonato Pan-Pacífico | Campeonato Pan-Pacífico |
| Año                     | Lugar                   | Medalla                 | Prueba                  |
| ----------------------- | ----------------------- | ----------------------- | ----------------------- |
| 2014                    | Gold Coast (Australia)  | Medalla de bronce       | 4 × 100 m libre         |